# Idiocerus sudzuhensis
Idiocerus sudzuhensis är en insektsart som beskrevs av Vilbaste 1968. Idiocerus sudzuhensis ingår i släktet Idiocerus och familjen dvärgstritar. Inga underarter finns listade i Catalogue of Life.